# Beretta APX
Beretta APX — семейство модульных самозарядных пистолетов с полимерной рамкой, разработанных и производимых компанией Beretta. Серийное производство началась в 2016 году с полноразмерной стандартной модели. Размер линейки расширился до моделей для правоохранительных органов, скрытого ношения и моделей для соревнований.

## История
Разработан в основном для конкурса модульной пистолетной системы XM17 для вооружённых сил США. Beretta изначально предложила свою модель M9A3 по сниженной цене в качестве продолжения программы закупок M9, но была проинформирована о том, что изменения в M9A3 были настолько значительными, что не подпадали под действие Предложения об инженерных изменениях (ECP), и что Вместо этого министерство обороны США предпочло провести новую закупку. Если бы Beretta APX выиграла конкурс, производство началась бы на заводе компании Beretta в Галлатине, штат Теннесси. Beretta имеет административные офисы на месте первого завода в Аккокике, штат Мэриленд, который был перемещён из-за того, что законодательство Мэриленда недружелюбно относится к производителям, продавцам и владельцам огнестрельного оружия.
28 февраля 2017 г. Beretta USA объявила о доступности пистолетов APX для гражданского рынка США начиная с 15 апреля 2017 года.
В 2018 году было анонсировано три варианта Beretta APX: APX Centurion с немного меньшей затворной рамой, затвором и стволом, APX Compact с малогабаритной рамой, затвором и стволом и APX Combat со стволом с резьбой и креплением для оптики на затворе.
В апреле 2019 года Beretta представила APX Carry, вариант с однорядным магазином, предназначенный для рынка оружия скрытого ношения. APX Carry основан на дизайне Beretta Nano с некоторыми особенностями полноразмерного APX. В июле того же года Beretta представила еще три модели, начиная с плоских тёмно-земных вариантов моделей Centurion и Compact. Также был представлен Centurion Combat, который имеет ствол с резьбой и крепление для оптики, как и полноразмерный APX Combat. Наконец, был представлен APX Target, представляющий собой вариант APX для спортивных соревнований с более длинным затвором и стволом, которые подогнаны друг к другу на заводе для обеспечения большей точности. Затвор также имеет крепление для оптики, а стандартные прицельные приспособления заменены на оптоволоконную мушку и затемнённый целик. В дополнение к изменениям в затворе и стволе, на раме также отсутствуют канавки для пальцев, чтобы лучше соответствовать потребностям профессиональных стрелков. На рамке также есть расширенные кнопки сброса магазина и затворной задержки, а также зеленая направляющая ударника для спускового крючка. Триггер APX Target на полфунта (~ 2,2 Н) легче стандартной модели и имеет более короткий сброс.
В мае 2022 года Beretta анонсировала модель пистолета APX A1, улучшенный с точки зрения эргономики стандартный APX, разработанный Джованни Прандини. Затвор имеет более агрессивные насечки затвора, а также новую конструкцию рамы с более агрессивной зернистостью, более высокую спусковую скобу с подрезом и отсутствие канавок для пальцев.

## Конструкция
Название APX означает «Advanced Pistol X» («X» относится к выбранному калибру), поскольку пистолет является полностью модульным и может довольно легко менять калибры и размеры рамы. Чтобы соответствовать спецификации MHS, пистолет должен поддерживать разные размеры рукоятки, чтобы соответствовать разным стрелкам. APX поддерживает это благодаря сменным накладкам на рукоятку. Расстояние от оси ствола до верхней части рукоятки было сведено к минимуму в 21 мм для уменьшения дульного подъёма, что увеличивает возможность точных и быстрых дострелов. Как указано в спецификации MHS, APX также оснащен направляющей MIL-STD-1913 под передней частью рамы.
В отличие от других пистолетов производства Beretta, в APX используется традиционная конструкция Браунинга с отдачей ствола при коротком ходе. Сменные рамы доступны без канавок для пальцев. Затвор и ствол покрыты черным нитридным покрытием, за исключением более новой модели FDE с затвором cerakote FDE и черным нитридным стволом.
Как и в пистолетах Beretta серий 92 и PX, при нажатии на спусковой крючок APX верхняя часть предохранителя ударника выдвигается из верхней части пистолета. Это служит для пользователя визуальным индикатором того, что предохранитель работает правильно и отключен. В отличие от ряда пистолетов с ударником, как пистолеты Glock, у которых при разборке необходимо нажимать на спусковой крючок, APX имеет кнопку деактивации ударника, которую можно нажать, чтобы деактивировать ударник, тем самым предотвращая случайный выстрел. Стреляные пистолеты могут пострадать из-за небрежности пользователя при разборке. Также имеется автоматический предохранитель ударника.
Спусковой механизм имеет предохранитель от падения. Если пистолет падает, это предотвращает срабатывание спускового крючка по инерции, тем самым предотвращая случайный выстрел.

## Страны-эксплуататоры
- Албания[11]
- Бразилия[12][13]
- Франция[14]
- Италия[11]
- Польша[15][16]
- США[11][17][18]